# Frost (película de 2017)
Frost (título original, Šerkšnas) es una película dramática lituana estrenada en 2017, escrita y dirigida por Šarūnas Bartas. Fue seleccionada como representante de su país al Óscar a la mejor película extranjera en 2018.

## Elenco
- Vanessa Paradis
- Weronika Rosati
- Andrzej Chyra